# Bernardino Honorati
Bernardino Honorati (Jesi, 17 de julho de 1724 - Senigália, 12 de agosto de 1807) foi um cardeal do século XVIII e XIX

## Nascimento
Nasceu em Jesi em 17 de julho de 1724. Batizado no mesmo dia. Segundo dos dez filhos do Marquês Giuseppe Honorati, um patrício de Jesi, e Marianna Cima, uma nobre de Rimini. Os outros irmãos eram Antonio Maria, Filippo (cônego da basílica do Vaticano), Maria Gentilina, Lorenzo, Giovanni Battista (cônego da basílica de Jesi), duas freiras e duas crianças que morreram na infância. Seu sobrenome também está listado como Onorati.

## Educação
Estudou no Collegio Nazareno , Roma; e mais tarde, na Universidade La Sapienza , em Roma, onde obteve o doutorado in utroque iure , direito canônico e civil, em 10 de fevereiro de 1749; em fevereiro de 1744, pronunciou uma oração perante o papa e o Sagrado Colégio dos Cardeais por ocasião da festa da Cátedra de São Pedro, que posteriormente foi publicada

## Início da vida
Como ainda não havia obtido o doutorado, tornou-se advogado consistorial e por quatro anos foi secretário do decano dos auditores da Sagrada Rota Romana, monsenhor Mellini, ganhando experiência em muitas causas importantes e ganhando reconhecimento. Em 1747, ele foi enviado para Paris como capazgatoapostólico, junto com seu irmão Antonio Maria, para trazer o barrete vermelho ao novo cardeal François-Armand-Auguste de Rohan-Soubise-Ventadour. Aproveitou a oportunidade para fazer um amplo percurso educativo, que o levou a Londres, Bruxelas, Haia, Luneville, Colónia, Hanover e Frankfurt; e na volta, para Trento, Verona, Pádua e Veneza; voltou a Jesi no verão de 1748. Depois de obter seu doutorado, foi nomeado referendário dos Tribunais da Assinatura Apostólica de Justiça e da Graça, 10 de julho de 1749. Chamberlain de honra de Sua Santidade, 23 de dezembro de 1746. Relator da SC do Bom Governo, em 26 de novembro de 1750. Pouco depois, foi protetor interino do Collegio Piceno , de Roma, no lugar do cardeal Domenico Riviera. Vice-legado na Romagna, 13 de janeiro de 1755(2) até outubro de 1756. Relator da Sagrada Consulta , setembro de 1756; tomou posse após seu retorno de Ravenna. Comissário da Santa Casa e governador de Loreto, de 28 de janeiro de 1758 a 19 de dezembro de 1759. Durante a vacância de 1758, teve a oportunidade de hospedar o cardeal Carlo Rezzonico, futuro papa Clemente XIII, em viagem ao conclave.

## Sacerdócio
Ordenado em 31 de dezembro de 1759.

## Episcopado
Eleito arcebispo titular de Side, em 28 de janeiro de 1760. Consagrado, em 25 de fevereiro de 1760, Santa Casa de Loreto, por Giovanni Antonio Bacchettoni, bispo de Loreto e Recanati. Núncio em Florença, 24 de abril de 1760; fez sua entrada solene na cidade no dia 16 de agosto seguinte. Escreveu e publicou Relazione della nunziatura di Firenze . Núncio em Veneza, 20 de novembro de 1766. Em 13 de agosto de 1767, o arcebispo Honorati e sua família foram atribuídos ao patriciado da República de San Marino. Secretário da SC dos Bispos e Regulares, 30 de setembro de 1775. Abade commendatario de S. Sisto, Iesi, agosto de 1776.

## Cardinalado
Criado cardeal sacerdote no consistório de 23 de junho de 1777; recebeu o chapéu vermelho em 26 de junho de 1777; e o título de Ss. Marcellino e Pietro, 28 de julho de 1777. Inscrito no SS.CC. dos Bispos e Regulares, Disciplina, Indulgências e Sagradas Relíquias, e Lauretana. Transferido para a sé de Senigallia, com título pessoal de arcebispo, em 28 de julho de 1777. A sé também ostentava o título de conde. Tomou posse da diocese por procurador no dia 3 de agosto seguinte; e fez a entrada solene em outubro. Na catedral de Jesi, ergueu uma suntuosa capela dedicada ao mártir S. Lourenço, com belos mármores e excelentes pinturas, colocando ao lado o monumento sepulcral de seus antepassados; um monumento com uma inscrição em homenagem ao cardeal foi erguido naquela capela em 1779. Em 3 de março de 1782, ele recebeu o Papa Pio VI em sua viagem a Viena; e em seu retorno em 4 de junho seguinte. Ele celebrou um sínodo diocesano em maio de 1791. Participou do conclave de 1799-1800, que elegeu o Papa Pio VII. Ele hospedou o novo papa em Senigallia em seu caminho de Veneza para Roma. Ele reconstruiu a catedral (consagrada em 4 de junho de 1790) e o palácio episcopal com grandes contribuições pessoais; reabriu e ativou o seminário; estabeleceu uma escola primária no porto para marinheiros; estabeleceu um orfanato; fundou um hospital em Mondavio; e um Monte di pietà (agências de poupança e empréstimo originalmente formadas em cidades italianas em meados do século XV) em Montemarciano. Foi membro e patrono da Società georgica di Treia (anteriormente Accademia dei Sollevati). Ele fez muito pela agricultura, fornecendo aos fazendeiros gado, ferramentas e as melhores casas; e fundar em Corinaldo uma academia que reuniria fazendeiros e proprietários de terras. Às vezes, ele era duramente criticado por impor normas muito rígidas da igreja; ele fez inimigos em algumas partes do clero local, porque lutou contra muitos abusos e ignorância e reduziu o número de feriados religiosos. Muito apreciada pelo povo foi a sua intervenção a favor da retomada da famosa feira de Senigallia (suspensa temporariamente por causa de uma epidemia), que foi fortemente contestada pelos anconanos. Protetor do Colégio S. Bonaventura ; da capela Sistina na basílica patriarcal da Libéria, Roma; da terra de Saltana; e co-protetor da cidade Corinaldo. Ele escreveuBernardini cardinalis Honorati commentaris de rebus suis , publicado em Senigallia por Lazzarini.

## Morte
Morreu em Senigália em 12 de agosto de 1807. Exposto na catedral de Senigallia; e sepultado na capela do Sacramento daquela catedral. Ele preparou seu testamento em 30 de setembro de 1795.